# Trochalus politus
Trochalus politus är en skalbaggsart som beskrevs av Moser 1919. Trochalus politus ingår i släktet Trochalus och familjen Melolonthidae. Inga underarter finns listade i Catalogue of Life.